# Economie heterodoxă
Economia heterodoxă se referă la școli și gândiri economice care se află în afara „economiei mainstream”. Este un termen umbrelă folosit pentru a denumi diverse orientări, școli, tradiții.